# Incaspiza pulchra
Tentilhão-inca-grande ou canário-andino-de-asa-ruiva (Incaspiza pulchra) é uma espécie de ave da família Emberizidae.
É endémica do Peru.
Os seus habitats naturais são: matagal tropical ou subtropical de alta altitude.